# Lu Yen-hsun
Dit is een Chinese naam; de familienaam is Lu.
Lu Yen-hsun (Taoyuan, 14 augustus 1983) (Traditioneel Chinees: 盧彥勳) is een tennisser uit Taiwan. Hij begon met tennis op achtjarige leeftijd. Zijn favoriete ondergrond is hardcourt.
Zijn bijnaam is 'Rendy'. Lu's favoriete ondergrond is hardcourt. Als jeugdspeler bereikte hij de derde plaats in het ITF-circuit (5 februari 2001), en in die periode versloeg hij ook een paar grote namen uit het ATP-circuit, waaronder Robin Söderling, Mario Ančić en Philipp Kohlschreiber. In 2004 brak hij door als eerste Taiwanese speler in de ATP top 100, vooral door zijn goede optreden in het Challenger-circuit. Hij speelde honderden wedstrijden op Challengerniveau en won bijna dertig Challengertitels.
Na de hardcourttoernooien in de Verenigde Staten in het voorjaar van 2017 raakte Lu langdurig geblesseerd. In het vervolg van 2017 en met name in het ATP-seizoen 2018 speelde hij vrijwel geen wedstrijd, op Challengerniveau noch op het niveau van de ATP Tour.

## Resultaten grote toernooien
| Legenda | Legenda                          |
| ------- | -------------------------------- |
| g.t.    | geen toernooi gehouden           |
| l.c.    | lagere categorie                 |
| –       | niet deelgenomen                 |
| G       | uitgeschakeld in de groepsfase   |
| 1R      | uitgeschakeld in de eerste ronde |
| 2R      | uitgeschakeld in de tweede ronde |
| 3R      | uitgeschakeld in de derde ronde  |
| 4R      | uitgeschakeld in de vierde ronde |
| KF      | uitgeschakeld in de kwartfinale  |
| HF      | uitgeschakeld in de halve finale |
| F       | de finale verloren               |
| W       | het toernooi gewonnen            |
| w-v     | winst/verlies-balans             |

### Enkelspel
| toernooi             | 2004 | 2005 | 2006 | 2007 | 2008 | 2009 | 2010 | 2011 | 2012 | 2013 | 2014 | 2015 | 2016 | 2017 | 2018 | 2019 | 2020 | 2021 |
| -------------------- | ---- | ---- | ---- | ---- | ---- | ---- | ---- | ---- | ---- | ---- | ---- | ---- | ---- | ---- | ---- | ---- | ---- | ---- |
| grandslamtoernooien  |      |      |      |      |      |      |      |      |      |      |      |      |      |      |      |      |      |      |
| Australian Open      | –    | 1R   | 1R   | 2R   | 1R   | 3R   | 1R   | 1R   | 3R   | 2R   | 2R   | 1R   | –    | 1R   | –    | –    | 1R   | 1R   |
| Roland Garros        | –    | –    | –    | 1R   | –    | 1R   | 1R   | 1R   | 1R   | 2R   | 1R   | 2R   | 1R   | 1R   | –    | –    | –    | 1R   |
| Wimbledon            | 2R   | 2R   | 1R   | 1R   | 1R   | 1R   | KF   | 3R   | 1R   | 2R   | 2R   | 1R   | 2R   | 1R   | –    | –    | g.t. | 1R   |
| US Open              | 1R   | –    | –    | –    | 2R   | 1R   | 1R   | 1R   | 1R   | 2R   | 1R   | 1R   | 1R   | 2R   | –    | –    | –    |      |
| ATP Masters 1000     |      |      |      |      |      |      |      |      |      |      |      |      |      |      |      |      |      |      |
| Indian Wells         | –    | –    | –    | –    | 1R   | 2R   | 2R   | 2R   | 1R   | 3R   | 3R   | 1R   | –    | 1R   | –    | –    | g.t. |      |
| Miami                | –    | –    | –    | –    | 1R   | 2R   | 2R   | 2R   | 2R   | 2R   | 2R   | 1R   | –    | 2R   | –    | –    | g.t. | 2R   |
| Monte Carlo          | –    | –    | –    | –    | –    | –    | –    | –    | –    | –    | 2R   | –    | –    | –    | –    | –    | g.t. | –    |
| Madrid               | –    | –    | –    | –    | –    | –    | –    | 2R   | –    | –    | –    | –    | –    | –    | –    | –    | g.t. | –    |
| Rome                 | –    | –    | –    | –    | –    | –    | –    | –    | –    | –    | –    | –    | –    | –    | –    | –    | –    | –    |
| Montreal/Toronto     | –    | –    | –    | –    | –    | 1R   | 3R   | 1R   | 1R   | 1R   | 2R   | 1R   | 2R   | –    | –    | –    | g.t. |      |
| Cincinnati           | 1R   | –    | –    | –    | –    | 1R   | 1R   | –    | 2R   | –    | 3R   | 1R   | –    | –    | –    | –    | –    |      |
| Shanghai             | l.c. | l.c. | l.c. | l.c. | l.c. | –    | 2R   | 1R   | 2R   | –    | 2R   | 1R   | –    | –    | –    | –    | g.t. |      |
| Parijs               | –    | –    | –    | –    | –    | –    | –    | –    | –    | –    | 1R   | –    | –    | –    | –    | –    | –    |      |
| olympisch            |      |      |      |      |      |      |      |      |      |      |      |      |      |      |      |      |      |      |
| Olympische Spelen    | 1R   | g.t. | g.t. | g.t. | 3R   | g.t. | g.t. | g.t. | 1R   | g.t. | g.t. | g.t. | 1R   | g.t. | g.t. | g.t. | g.t. | 1R   |
| statistieken         |      |      |      |      |      |      |      |      |      |      |      |      |      |      |      |      |      |      |
| totaal aantal titels | 0    | 0    | 0    | 0    | 0    | 0    | 0    | 0    | 0    | 0    | 0    | 0    | 0    | 0    | 0    | 0    | 0    | 0    |
| eindejaarsranking    | 87   | 158  | 89   | 110  | 64   | 98   | 35   | 82   | 59   | 65   | 38   | 77   | 64   | 71   | 532  | —    | 1008 |      |

### Dubbelspel
| grandslamtoernooien  |      |      |      |      |      |      |      |     |      |      |      |     |      |      |      |      |    |
| Australian Open      | 3R   | –    | 1R   | –    | 1R   | 1R   | 2R   | –   | 2R   | 1R   | 1R   | –   | 1R   | –    | –    | 1R   | 1R |
| Roland Garros        | –    | –    | –    | –    | 1R   | –    | 1R   | 2R  | 1R   | 1R   | 1R   | –   | 1R   | –    | –    | –    | 2R |
| Wimbledon            | –    | –    | –    | –    | 1R   | 3R   | –    | 2R  | 1R   | 1R   | 2R   | 1R  | –    | –    | –    | g.t. | 1R |
| US Open              | –    | –    | –    | 1R   | 3R   | 1R   | –    | 1R  | 3R   | 2R   | –    | 2R  | 2R   | –    | –    | –    |    |
| ATP Masters 1000     |      |      |      |      |      |      |      |     |      |      |      |     |      |      |      |      |    |
| Indian Wells         | –    | –    | –    | –    | –    | –    | –    | –   | –    | –    | –    | –   | –    | –    | –    | g.t. |    |
| Miami                | –    | –    | –    | –    | –    | –    | 1R   | –   | –    | –    | –    | –   | –    | –    | –    | g.t. | –  |
| Monte Carlo          | –    | –    | –    | –    | –    | –    | –    | –   | –    | –    | –    | –   | –    | –    | –    | g.t. | –  |
| Madrid               | –    | –    | –    | –    | –    | –    | –    | –   | –    | –    | –    | –   | –    | –    | –    | g.t. | –  |
| Rome                 | –    | –    | –    | –    | –    | –    | –    | –   | –    | –    | –    | –   | –    | –    | –    | –    | –  |
| Montreal/Toronto     | –    | –    | –    | –    | –    | –    | –    | –   | –    | –    | –    | –   | –    | –    | –    | g.t. |    |
| Cincinnati           | –    | –    | –    | –    | –    | –    | –    | –   | –    | –    | –    | –   | –    | –    | –    | –    |    |
| Shanghai             | l.c. | l.c. | l.c. | l.c. | –    | 1R   | –    | –   | –    | –    | –    | –   | –    | –    | –    | g.t. |    |
| Parijs               | –    | –    | –    | –    | –    | –    | –    | –   | –    | –    | –    | –   | –    | –    | –    | –    |    |
| olympisch            |      |      |      |      |      |      |      |     |      |      |      |     |      |      |      |      |    |
| Olympische Spelen    | g.t. | g.t. | g.t. | –    | g.t. | g.t. | g.t. | –   | g.t. | g.t. | g.t. | –   | g.t. | g.t. | g.t. | g.t. | –  |
| statistieken         |      |      |      |      |      |      |      |     |      |      |      |     |      |      |      |      |    |
| totaal aantal titels | 1    | 0    | 0    | 0    | 0    | 0    | 0    | 1   | 0    | 0    | 1    | 0   | 0    | 0    | 0    | 0    | 0  |
| eindejaarsranking    | 116  | 205  | 223  | 794  | 177  | 88   | 208  | 144 | 194  | 577  | 117  | 462 | 235  | —    | —    | —    |    |